# Верхнеегорлыкский
Верхнеегорлы́кский — хутор в Шпаковском районе (муниципальном округе) Ставропольского края России.

## География
Расстояние до краевого центра: 16 км. Расстояние до районного центра: 28 км.
Хутор находится в верховье реки Егорлык.

## История
Хутор основан в 1797 году как «гражданское селение Николаевское».
В 1825 году станица Николаевская вошла в состав Кубанского полка. После Гражданской войны станица была преобразована в хутор Верхний Егорлык, который в 1929 году из Армавирского округа был переведён в Ставропольский край.
В 1956 году хутор Верхнеегорлыкский вошёл в состав Татарского сельсовета. В 1964 году в хуторе построен Дом культуры.
До 16 марта 2020 года входил в упразднённый Татарский сельсовет.
В 2022 году в историко-краеведческом музее села Татарка открылась фотодокументальная выставка «Из истории хутора Верхнеегорлыкского», приуроченная к 225-летию основания хутора.

## Население
| 1989 | 2002 | 2010 | 2013 | 2014 |
| ---- | ---- | ---- | ---- | ---- |
| 492  | ↗621 | ↘591 | →591 | ↗600 |

По данным переписи 2002 года, 84 % населения — русские.

## Современное состояние
В Верхнеегорлыкском работают детский сад № 21 и филиал средней общеобразовательной школы № 12 села Татарка.
На территории хутора два объекта культурного наследия регионального значения:
- Братская могила красных партизан, погибших за власть советов (1919, 1955 годы)[16][17] — памятник воинам-хуторянам, погибшим в годы Великой Отечественной и Гражданской войн[18].
- Памятник Лотову И. Г. (1942 год), находится рядом с Братской могилой красных партизан[18].

В северной части Верхнеегорлыкского расположено общественное открытое кладбище. Здесь находится могила георгиевского кавалера Якова Тимофеевича Анохина, во время Первой мировой войны служившего на Кавказском фронте в составе четвёртой сотни первого Кубанского полка.
С двух сторон хутор окружён Новокавказским мостом, а точнее его остатками. Мост был разрушен во время Гражданской войны.

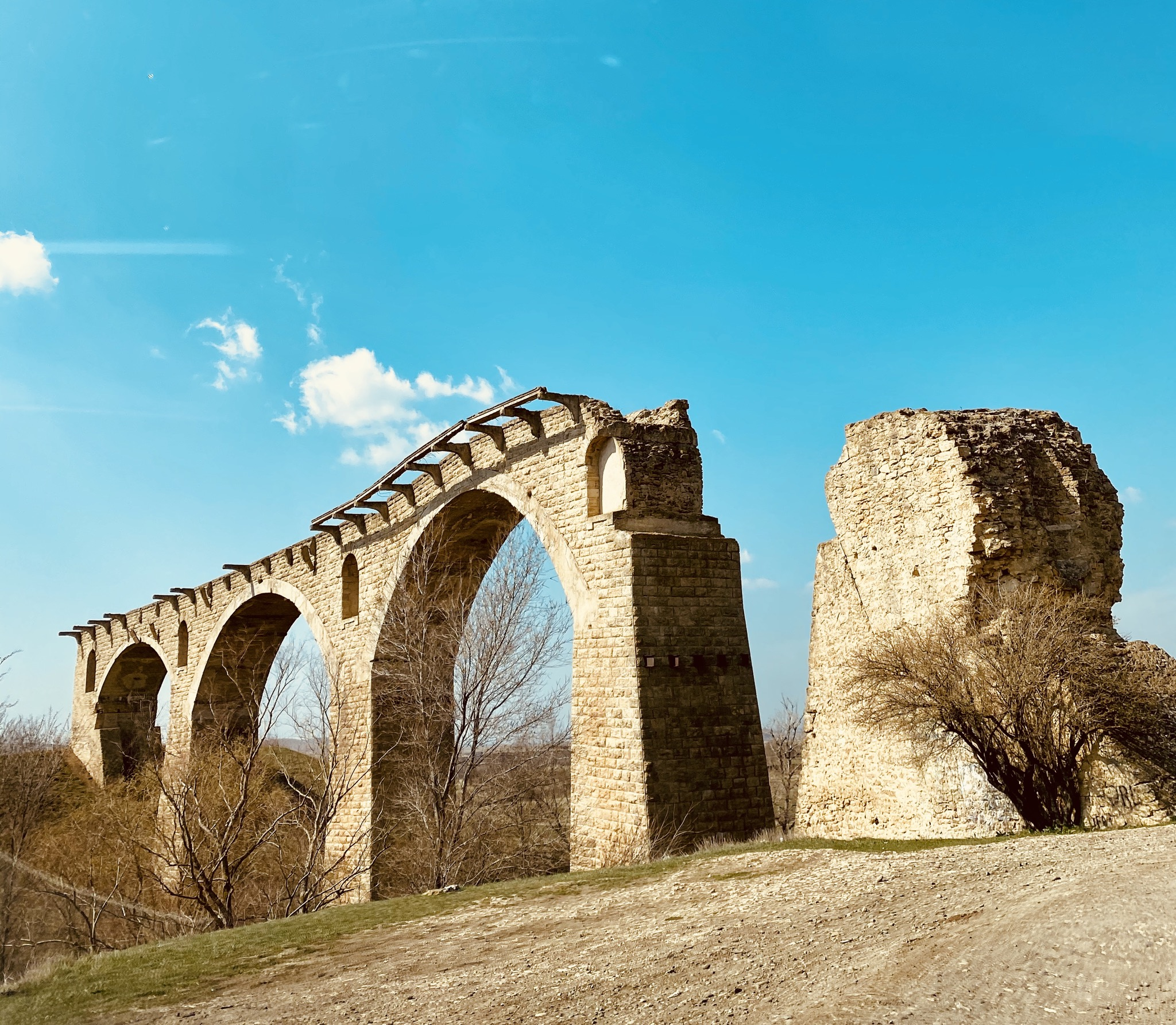
Часть Новокавказского моста